# International Securities Identification Number
L'International Securities Identification Number (lett. "numero identificativo internazionale dei valori mobiliari", abbreviato ISIN)  è un codice univoco finanziario che identifica a livello internazionale un dato valore mobiliare, ovvero azioni, obbligazioni, i warrant e gli ETF. Per comodità, sebbene non siano titoli, anche gli indici azionari sono dotati di un codice ISIN.

## Composizione
Il codice ISIN, o ISO 6166, è uno standard che risale al 2001, ed è composto da 12 caratteri alfanumerici con la seguente struttura:
| Composizione di un codice ISIN | Composizione di un codice ISIN | Composizione di un codice ISIN | Composizione di un codice ISIN | Composizione di un codice ISIN | Composizione di un codice ISIN | Composizione di un codice ISIN | Composizione di un codice ISIN | Composizione di un codice ISIN | Composizione di un codice ISIN | Composizione di un codice ISIN | Composizione di un codice ISIN |
| ------------------------------ | ------------------------------ | ------------------------------ | ------------------------------ | ------------------------------ | ------------------------------ | ------------------------------ | ------------------------------ | ------------------------------ | ------------------------------ | ------------------------------ | ------------------------------ |
| 1                              | 2                              | 3                              | 4                              | 5                              | 6                              | 7                              | 8                              | 9                              | 10                             | 11                             | 12                             |
| codice statale                 | codice statale                 | NSIN                           | NSIN                           | NSIN                           | NSIN                           | NSIN                           | NSIN                           | NSIN                           | NSIN                           | NSIN                           | numero di controllo            |

L'ISIN è composto da 12 caratteri alfanumerici: i primi due identificano il paese di quotazione del valore secondo la norma ISO 3166-1 (ad esempio IT per l'Italia e US per gli Stati Uniti).
Tuttavia, le Eurobbligazioni registrate da Euroclear e Clearstream hanno come prefisso le lettere 'XS'.

## NSIN
Il NSIN è assegnato dalla NNA (National Numbering Agency) di ciascun paese:
- In Germania, la società assegnatrice è la WM Datenservice ed il NSIN è il Wertpapierkennnummer.
- Nel Regno Unito, la società assegnatrice è la London Stock Exchange ed il NSIN è il SEDOL.
- In Nord America, la CUSIP viene utilizzata come NSIN.
- In Francia, Euroclear attribuisce l'NSIN (per i titoli antecedenti l'adozione di questa norma, il codice SICOVAM viene utilizzato come NSIN).
- In Italia l'agenzia assegnatrice è la Banca d'Italia, che ha acquisito tale funzione dopo l'incorporazione dell'Ufficio italiano dei cambi.